# آیدا آداموف
آناهید "آیدا" آداموف (ارمنی: Իդա (Անահիտ) Ադամյանց; روسی: Ида Адамова؛ IPA: [ˈidə ɐˈdaməvə]؛ ۲۶ ژوئن ۱۹۱۰ – ۵ ژوئن ۱۹۹۳) تنیس‌باز ارمنی‌تبار اهل فرانسه بود.

## دونفره
نایب قهرمان (۱)
| Outcome     | سال  | قهرمانی              | Partner                 | حریف                       | Score    |
| نایب قهرمان | ۱۹۳۵ | French Championships | هیلده کراوینکل اسپرلینگ | مارگارت اسکریون کی استامرز | 4–6, 0–6 |